# Optare Delta
Optare Delta — одноэтажный автобус, выпускавшийся с 1988 по 1999 год компанией Optare на шасси DAF SB220.

## История
Optare Delta впервые был представлен в октябре 1988 года на британском международном автосалоне и Национальном выставочном центре. 
Первый автобус вышел на линию в феврале 1989 года.
Всего было выпущено 324 автобуса. 49 из них поступило в British Airways, 43 — в Trent Barton, 35 — в Лондон, 20 — в Reading Buses, 19 — в Northern General.
Производство завершилось в 1999 году.